# 永通縣
永通縣，是明代交阯承宣布政使司太原府下轄的一個縣，治所約在今越南北𣴓省白通、𢄂屯、𠀧𣷭等縣。

## 沿革
- 永樂五年（1407年）六月癸未置，屬太原直隸州領[2][3]。
- 永樂六年冬十月己卯，陞交阯太原州為太原府[4][5][6][7][8]。
- 永樂十年九月乙酉，設交阯永通縣之那奴村巡檢司[9]。
- 永樂十四年五月丙午，設交阯永通縣儒學[10]。